# Leopold-Happisch-Haus

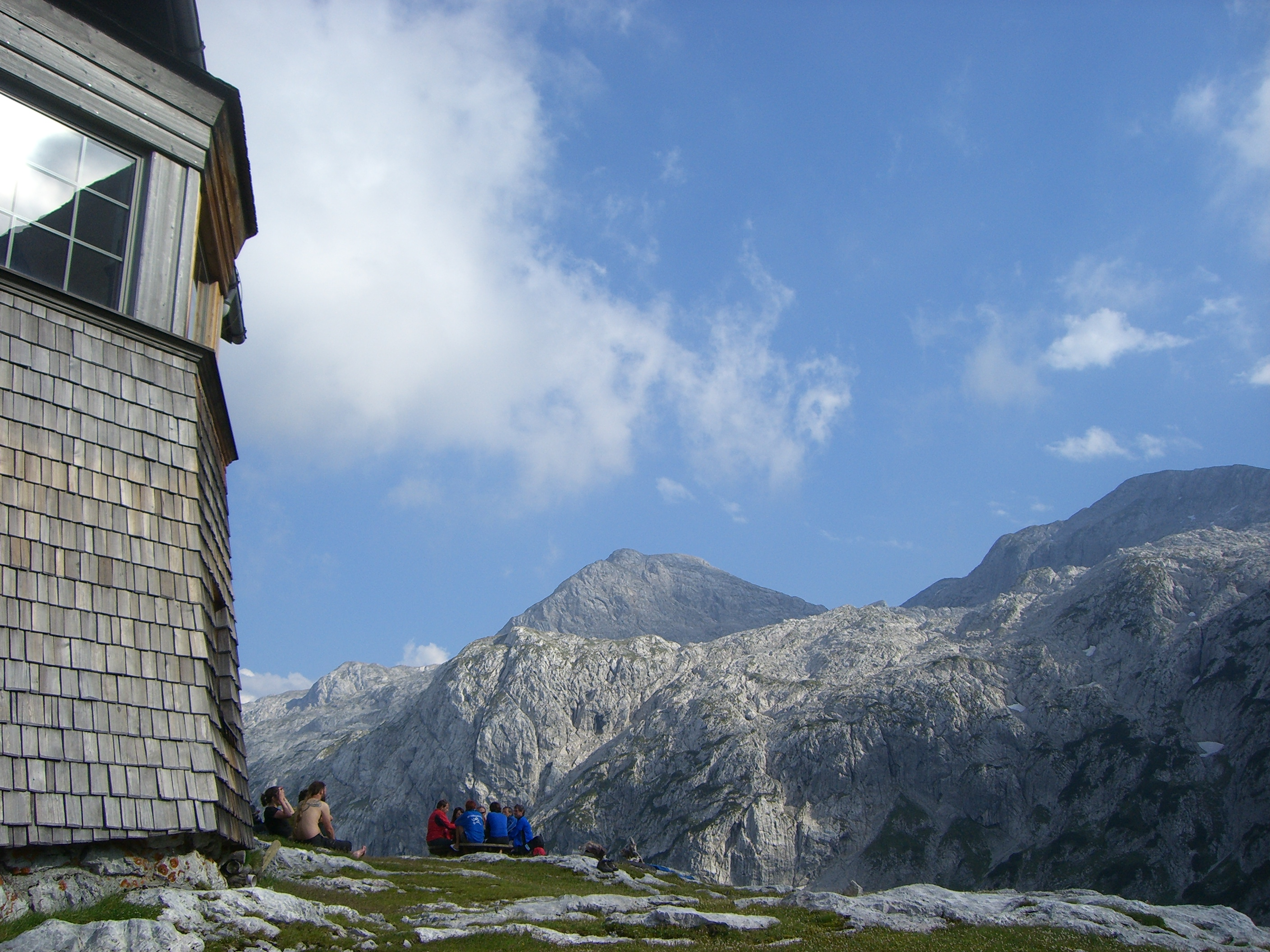
Tennengebirge vom Leopold-Happisch-Haus aus gesehen (2011)

Das Leopold-Happisch-Haus ist eine Schutzhütte der Sektion Salzburg der Naturfreunde Österreichs, gelegen im westlichen Teil des Tennengebirges im Salzburger Land.

## Lage
Die Hütte befindet sich auf einer kleinen, grünen Anhöhe in 1925 m ü. A. Höhe im Pitschenbergtal. Dieses wasserarme Hochtal erstreckt sich im westlichen Teil des Tennengebirges und zerschneidet das weitläufige Plateau in zwei Teile. Aufgrund der abgeschiedenen Lage dieses Stützpunktes gab es in den letzten Jahren Schwierigkeiten, die Bewirtschaftung aufrechtzuerhalten. Die Versorgung ist aufwendig und teuer, sie erfolgt ausschließlich per Hubschrauber und Träger. Das Leopold-Happisch-Haus ist ein Stützpunkt für Bergsteiger, die von hier aus zahlreiche Plateauüberschreitungen und Gipfelbesteigungen im Tennengebirge unternehmen können.

## Geschichte
Benannt wurde das Haus nach dem österreichischen Schriftsetzer und Arbeitersportfunktionär Leopold Happisch (* 1. April 1863 in Wien; † 19. November 1951 in Berndorf), dem ersten Sekretär der Naturfreunde-Internationale und Schriftleiter der Zeitschrift Der Naturfreund .
Seit dem Start des Wandersommers 2016 wird das Leopold-Happisch-Haus als Selbstversorgerschutzhaus geführt. Das heißt, es befindet sich kein Hüttenwirt mehr auf der Hütte und die Bergsteiger müssen sich selbst versorgen.
Im Jahr 2017 wurden Trinkwasserversorgung und Abwasserentsorgung erneuert.

## Zustiege
Anreise: Von der Tauernautobahn (A 10), Ausfahrt Pass Lueg, über die B 159 nur etwa 700 m nördlich bis zum Gasthaus Stegenwald. Alternativ zum Parkplatz am Pass Lueg oder von der Ausfahrt Werfen hinauf zur Eisriesenwelt.
- Vom Pass Lueg bei Golling (560 m, Parkplatz) über Langtal, Törl, Stiege und Pitschenbergalm in einer Gehzeit von 6 Stunden.
- Vom Gasthaus Stegenwald über Grünwaldalm, Ofenrinne, Stiege und Pitschenbergalm in einer Gehzeit von 4½ Stunden.
- Vom Dr.-Friedrich-Oedl-Haus (Eisriesenwelt) über Hochkogelsteig und Plateau in einer Gehzeit von 3 Stunden.

## Übergänge
- Stefan-Schatzl-Hütte (1340 m) über die Wieselsteine, schwierig, Gehzeit: 4 Stunden
- Dr.-Friedrich-Oedl-Haus (1575 m) über Hochkogelsteig, Gehzeit: 2½ Stunden
- Edelweißerhütte (2350 m) über Streitmandlscharte, Gehzeit: 2½ Stunden
- Werfener Hütte (1970 m) über Streitmandlscharte, Edelweißerhütte und Throntal, Gehzeit: 3½ Stunden
- Laufener Hütte (1725 m) über Wengerscharte, Bleikogel und Tennkessel, Gehzeit: 7 Stunden
- Söldenhütte (1530 m) über Wengerscharte und Tauernscharte, Gehzeit: 6½ Stunden

## Gipfelbesteigungen
- Wieselstein (2300 m), Gehzeit: 2 Stunden
- Knallstein (2234 m), Gehzeit: 4 Stunden
- Tiroler Kogel (2324 m), Gehzeit: 1½ Stunden
- Hochkogel (2283 m), Gehzeit: 1 Stunden
- Streitmandl (2350 m), Gehzeit: 2½ Stunden
- Raucheck (2431 m) über Lehnenden Stein, Gehzeit: 3 Stunden